# Rathaus (Laibstadt)

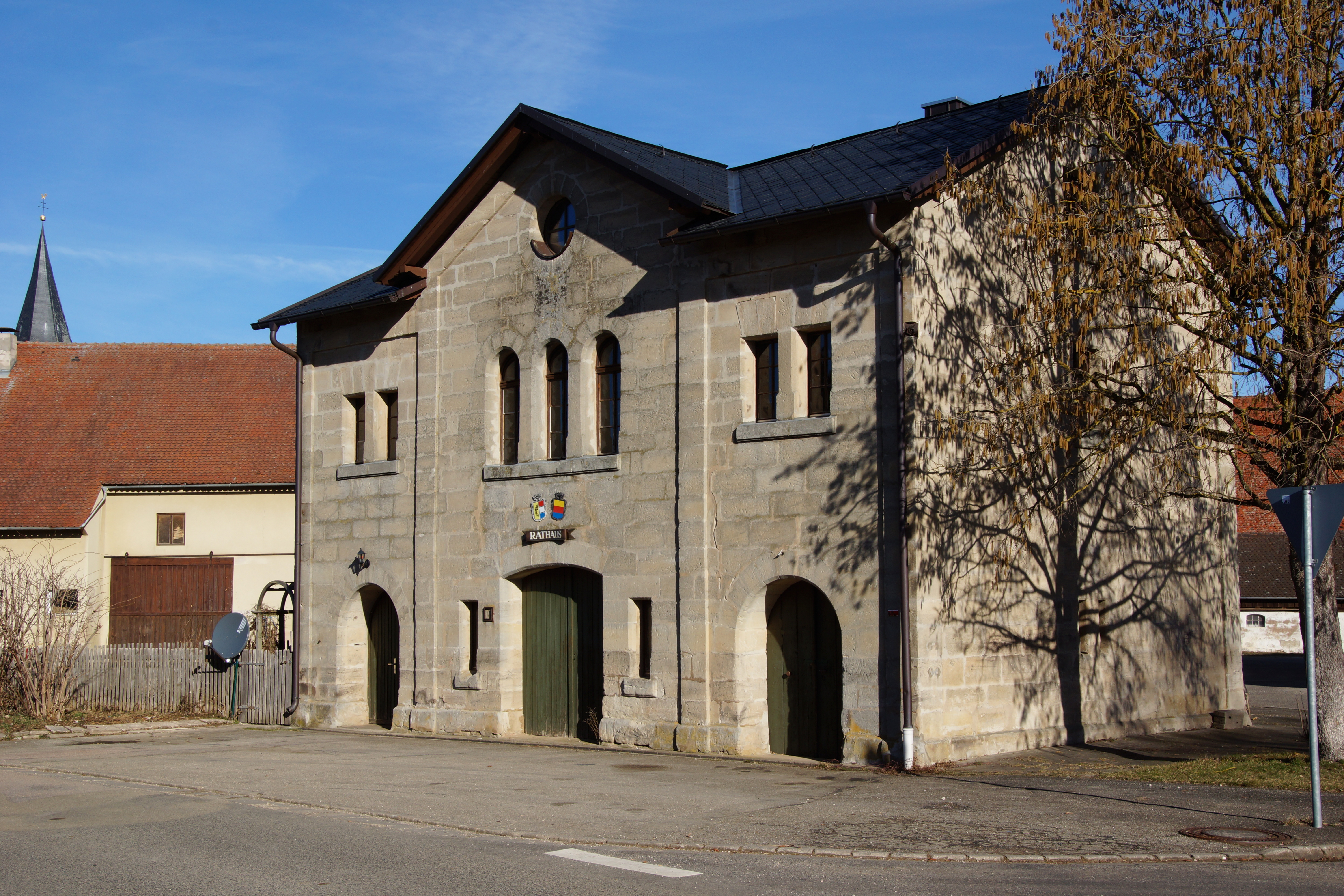
Ehemaliges Rathaus in Laibstadt

Das Rathaus in Laibstadt, einem Gemeindeteil von Heideck im mittelfränkischen Landkreis Roth in Bayern, wurde 1886 errichtet. Das ehemalige Rathaus mit der Adresse Laibstadt 83 ist ein geschütztes Baudenkmal. 
Der zweigeschossige, traufseitige Sandsteinquaderbau mit Satteldach und Zwerchgiebel wird durch Lisenen gegliedert.
Im Gebäude befand sich auch der Feuerwehrgeräteraum und die ehemalige Viehwaage, die beide durch Rundbogentore zu erreichen waren.